# The Very Best of Randy Crawford
The Very Best of Randy Crawford – kompilacyjny album amerykańskiej wokalistki jazzowej Randy Crawford z roku 1993 będący zestawem jej największych dotychczasowych przebojów z lat 1976–1992. Kompilacja ukazała się nakładem wytwórni Warner Bros. (Europa) oraz Dino Entertainment (Wielka Brytania).

## Spis utworów
| 1.  | „Street Life” featuring The Crusaders (Joe Sample/Will Jennings) 1979 | 3:55    |
|     |                                                                       |         |
| 2.  | „One Day I’ll Fly Away” (Joe Sample/Will Jennings) 1980               | 5:00    |
|     |                                                                       |         |
| 3.  | „Rainy Night in Georgia” (T.J. White) 1981                            | 3:43    |
|     |                                                                       |         |
| 4.  | „Almaz” (Randy Crawford) 1986                                         | 4:04    |
|     |                                                                       |         |
| 5.  | „You Might Need Somebody” (T. Snow/N. O’Byrne) 1981                   | 3:54    |
|     |                                                                       |         |
| 6.  | „Secret Combintion” (T. Snow/F. Golde) 1981                           | 3:24    |
|     |                                                                       |         |
| 7.  | „Tender Falls the Rain” (Randy Crawford) 1980                         | 4:13    |
|     |                                                                       |         |
| 8.  | „This Old Heart of Mine” (Cecil Womack/Linda Womack) 1983             | 3:58    |
|     |                                                                       |         |
| 9.  | „Imagine” Accopanied by Yellowjackets (John Lennon) 1982              | 5:31    |
|     |                                                                       |         |
| 10. | „Knockin’ on Heaven’s Door” (Bob Dylan) 1989                          | 5:00    |
|     |                                                                       |         |
| 11. | „Who’s Crying Now” (Steve Perry/J.Cain) 1992                          | 4:32    |
|     |                                                                       |         |
| 12. | „Same Old Story (Same Old Song)” (Joe Sample/Will Jennings) 1980      | 4:05    |
|     |                                                                       |         |
| 13. | „One Hello” (Marvin Hamlisch/Carole Bayer Sager) 1982                 | 3:19    |
|     |                                                                       |         |
| 14. | „I’ve Never Been to Me” (R. Miller/K. Hirsch) 1976                    | 3:25    |
|     |                                                                       |         |
| 15. | „I Stand Accused” (W.M. Butler/J. Butler) 1979                        | 4:50    |
|     |                                                                       |         |
| 16. | „Endlessly” (Clyde Otis/Brook Benton) 1979                            | 4:06    |
|     |                                                                       |         |
| 17. | „You Bring the Sun Out” (T. Snow/J. Dixon) 1981                       | 3:25    |
|     |                                                                       |         |
| 18. | „Everything Must Change” (B. Ighner) 1976                             | 4:50    |
|     |                                                                       |         |
|     |                                                                       | 1:15:14 |
|     |                                                                       |         |

## Najwyższe notowania na listach
| Lista 1993                      | Pozycja |
| ------------------------------- | ------- |
| Lista australijska              | 23      |
| Lista brytyjska UK Albums Chart | 8       |